# Austin Metro
Metro - суперміні, пізніше міський автомобіль, який випускався британським концерном Leyland (BL), а згодом і Rover Group з 1980 по 1998 рік. Він був запущений в 1980 році під назвою Austin Mini Metro. Він був призначений доповнити та замінити Mini і був розроблений під кодовою назвою LC8. Метро було названо What Car? як автомобіль року в 1983 році як MG, і знову як Rover в 1991 році.
Протягом свого 18-річного життя Metro носив безліч назв: Austin Metro, MG Metro та Rover Metro. У грудні 1994 року він був перероблений під марку Rover 100. Були також версії фургонів, відомі як Morris Metro, а пізніше Metrovan.

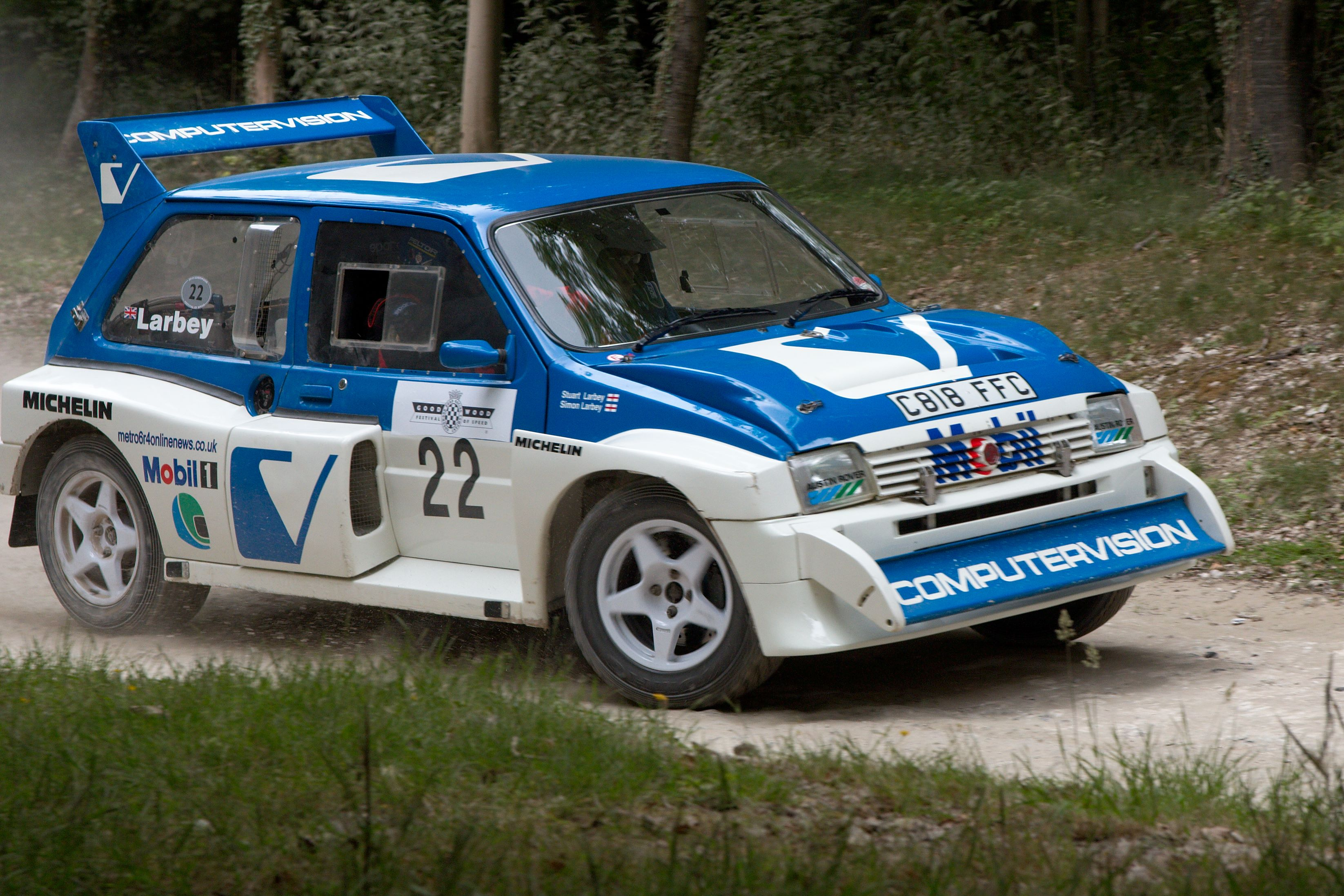
MG Metro 6R4

На момент запуску Metro продавався під брендом Austin. З 1982 року стали доступні версії MG. Протягом 1987 року машина втратила ім'я Austin і продавалась просто як Metro. З 1990 року і до виведення з експлуатації в 1998 році Metro продавалося лише як Rover.
Хоча Rover 200 покоління R3 (представлене в 1995 році і менше за попередні 200 моделі) спочатку було розроблене як заміна Metro. Rover 100 остаточно припинив виробництво в 1998 році, переживши (на три роки) оригінальний Mini, якого він повинен був замінити. Було побудовано 2 078 218 автомобілів.